# Jair Marinho de Oliveira
Jair Marinho de Oliveira eller bare Jair Marinho (født 17. juli 1936 i Santo Antônio de Pádua, Brasilien, død 7. marts 2020) var en brasiliansk fodboldspiller (forsvarer), der med Brasiliens landshold vandt guld ved VM i 1962 i Chile. Han var dog ikke på banen i turneringen. I alt nåede han at spille 15 landskampe og score seks mål
Jair Marinho spillede på klubplan primært for Fluminense og Corinthians i hjemlandet. Med Fluminense vandt han i 1959 statsmesterskabet i Rio de Janeiro.